# Astiphromma euryops
Astiphromma euryops là một loài tò vò trong họ Ichneumonidae.